# Szokat as-Sufi
Szokat as-Sufi (arab. شوكة الصوفي) – miasto w Autonomii Palestyńskiej, w zachodniej części Strefy Gazy, w muhafazie Rafah. Według danych szacunkowych na rok 2012 liczy 14 083 mieszkańców.